# Bitwa pod Kriwołakiem
Bitwa pod Kriwołakiem – bitwa I wojny światowej stoczona w dniach 17 października – 21 listopada 1915 roku pomiędzy armią francuską a bułgarską, zakończona zwycięstwem Bułgarów.

## Przyczyny konfliktu
W październiku 1915 roku rozpoczęła się ofensywa połączonych sił austro-węgierskich i bułgarskich przeciwko Serbii. 1 Armia bułgarska rozpoczęła ofensywę morawską, zaś 2 Armia, dowodzona przez gen. Georgi Todorowa pokonała oddziały serbskie w czasie tzw. ofensywy owczopolskiej. W początkach października w Salonikach wylądowały oddziały francuskie, dowodzone przez gen. Maurice Sarraila, które miały wesprzeć armię serbską, wycofującą się w kierunku Kosowa.
Jednostki francuskie, głównie z 57 Dywizji Piechoty otrzymały zadanie ochrony linii kolejowej Nisz-Saloniki. W rejonie wsi Kriwołak Francuzi natknęli się na oddziały bułgarskie. Wkrótce potem w rejon Kriwołaka nadciągnęły pozostałe jednostki z 57 Dywizji, a także 156 dywizja piechoty. Jednostki francuskie rozlokowały się na odcinku 50 km.

## Przebieg bitwy
2 listopada oddziały 57 DP otrzymały rozkaz od gen. Sarraila, aby skierować się nad rzekę Crna i opanować przeprawy przez rzekę. W tym samym czasie 2 Armia bułgarska znalazła się w rejonie Kriwołaku, dążąc do odcięcia wojsk serbskich od jedynej drogi ucieczki, przez północną Albanię. Po opanowaniu wschodniego brzegu Wardaru Bułgarzy zablokowali ruch pociągów na linii Nisz-Saloniki.
3 listopada jednostki bułgarskie zaatakowały południową flankę oddziałów gen. Sarraila, które kontrolowały linię kolejową w dolinie Wardaru. Początkowo sukcesy odnosiły oddziały francuskie, ale po przybyciu uzupełnień liczebność oddziałów bułgarskich wzrosła do 60 000 żołnierzy. Przewaga liczebna wojsk bułgarskich groziła okrążeniem i zagładą jednostek francuskich. 12 listopada do francuskiego dowództwa dotarły informacje o klęsce Serbów. Gen. Sarrail otrzymał rozkaz, aby zebrać jak największą liczbę ocalałych oddziałów serbskich i rozpocząć odwrót w kierunku Salonik. Do 23 listopada Sarrail nie wykonał tego rozkazu mimo nasilających się ataków bułgarskich. Odwrót rozpoczęto 23 listopada wraz z oddziałami brytyjskimi, które w tym czasie zostały pobite przez Bułgarów w bitwie pod Kosturino. Wycofanie oddziałów sprzymierzonych do Grecji zakończono 12 grudnia.
W bitwie oddziały bułgarskie straciły 5877 zabitych, rannych i zaginionych. Straty francuskie wyniosły 3161 oficerów i żołnierzy.